# Pentangle
Pentangle byla britská folk rocková a folk jazzová hudební skupina, založená v roce 1967. Původní členové skupiny byli Jacqui McShee (zpěv), John Renbourn (kytara), Bert Jansch (kytara), Danny Thompson (kontrabas) a Terry Cox (bicí).

## Diskografie

### Studiová alba
- The Pentangle (1968)
- Basket of Light (1969)
- Cruel Sister (1970)
- Reflection (1971)
- Solomon's Seal (1972)
- Open the Door (1985)
- In the Round (1986)
- So Early in the Spring (1989)
- Think of Tomorrow (1991)
- One More Road (1993)